# 名古屋市立港北中学校
名古屋市立港北中学校（なごやしりつ こうほくちゅうがっこう）は、名古屋市港区港北町2-1にある公立中学校。

## 歴史
戦後の教育基本法による新制中学校の一つとして愛知県立惟信高等学校の校地の一部に名古屋市立西港中学校が成立した。西港中学校は学区が広範に過ぎ、1951年（昭和26年）4月1日に至って、名古屋市立港南中学校とともに学区を南北に分割した上で改めて名古屋市立港北中学校として開校を迎えた。
港北中学校となったのち、1952年（昭和27年）12月に土古農場として知られていた場所を校地と成した。
学区は農地の広がる地域であったが、次第に住宅地として整備されるにつれ、在籍生徒数が増加。1976年（昭和51年）には名古屋市立宝神中学校、1981年（昭和56年）には名古屋市立当知中学校を分離し、過密状態の解消を図った。

### 生徒数の変遷
『愛知県小中学校誌』（2018年）によると、生徒数の変遷は以下の通りである。
| 1951年（昭和26年） | 599人  |  |
| 1957年（昭和32年） | 890人  |  |
| 1967年（昭和42年） | 1043人 |  |
| 1977年（昭和52年） | 1282人 |  |
| 1987年（昭和62年） | 760人  |  |
| 1997年（平成9年）  | 621人  |  |
| 2007年（平成19年） | 487人  |  |
| 2017年（平成29年） | 401人  |  |

## 通学区域
所管する名古屋市教育委員会は、2018年（平成30年）9月1日現在、港区のうち、名古屋市立小碓小学校区および名古屋市立正保小学校区をそれぞれ通学区域として指定している。
港北中学校として独立した当初の学区は小碓小と高木小の両学区であったが、1970年（昭和45年）に高木小からの明徳小の分離により同小を加えた。新設の宝神中には高木小学校区を、当知中には1978年（昭和53年）に明徳小より分離独立した当知小学区および明徳小学区をそれぞれ分譲している。
正保小学校区は1979年（昭和54年）に小碓小学校区から独立しており、その際に学区に編入されている。

## 交通アクセス
名古屋市営バス土古停留所が最寄バス停である。

## 関係者

### 出身者
- 小池貴志 - 元プロ野球選手[3]

### WEB
1. 1 2  名古屋市教育委員会事務局総務部企画経理課企画統計係 (2018年9月18日). “港区の小・中学校一覧”.   名古屋市. 2018年11月14日閲覧。
2. ↑  名古屋市教育委員会事務局総務部教育環境計画室計画係 (2018年4月1日). “名古屋市立中学校区一覧（小→中）” (PDF).   名古屋市. 2018年11月14日閲覧。
3. 1 2 3  “学校沿革”.   名古屋市立港北中学校. 2019年1月7日閲覧。

### 書籍
1. 1 2 3 4 5  港区制施行五十周年記念事業実行委員会 1987, p. 408.
2. ↑  六三制教育七十周年記念 愛知県小中学校誌 合同記念誌編集特別委員会 2018, p. 244.
3. ↑  中日スポーツ（企画） 編『中日ドラゴンズ '89ファンブック』中日ドラゴンズ（発行）・中日新聞本社（発売）〈中日ドラゴンズファンブック〉、1989年3月12日、99頁。ISBN 978-4806202073。